# Hetzles
Hetzles là một đô thị thuộc huyện Forchheim trong bang Bayern nước Đức. Đô thị Hetzles có diện tích 11,74 km², dân số thời điểm 31 tháng 12 năm 2006 là 1296 người.